# Odruch Aschnera
Odruch Aschnera, odruch oczno-sercowy – zwolnienie tętna po ucisku na gałki oczne. Opisane po raz pierwszy przez Bernharda Aschnera, później także przez Giuseppe Dagniniego.